# Antonio Branciforte Colonna
Antonio Branciforte Colonna (né le 28 janvier 1711 à Palerme en Sicile, et mort le 31 juillet 1786 à Girgenti) est un cardinal italien du XVIIIe siècle.

## Biographie
Branciforte exerce des fonctions au sein de la Curie romaine, notamment comme régent de  la Chancellerie apostolique. Envoyé à Paris comme nonce extraordinaire près la cour de France pour y apporter les langes bénis par le pape à l'occasion de la naissance, en septembre 1751, du duc de Bourgogne, cet ami de Casanova y prolonge son séjour pour y forniquer à loisir. Connu de toutes les appareilleuses de la capitale, il ne répugne pas à nouer des amours avec de grandes dames comme Marie-Catherine de Brignole. Il est élu archevêque titulaire de Thessalonique (de) en 1754 et est consacré le 17 février de la même année par Joaquín Fernández Portocarrero avec comme co-consécrateurs Giorgio Maria Lascaris (it) et Giovanni Girolamo Gravina. Il est envoyé comme nonce apostolique dans la république de Venise jusqu'en 1759.
Le pape Clément XIII le crée cardinal lors du consistoire du 26 septembre 1766. Le cardinal Branciforte est légat à Bologne de 1769 à 1776 et évêque de Girgenti en Sicile à partir de 1776.

## Succession apostolique
Antonio Branciforte Colonna a ordonné les évêques suivants :
- Archevêque Giovanni Maria Spinelli (nl), C.R. (1767)
- Évêque Benoit Judica, O.M.D. (it) (1779)